# 365
Cette page concerne l'année 365  du calendrier julien. Pour l'année 365 av. J.-C., voir 365 av. J.-C. Pour le nombre 365, voir 365 (nombre).
L'année 365 est une année commune qui commence un samedi.

## Événements
- Janvier : les Alamans conduits par Vithicab passent le Rhin gelé au sud de Strasbourg[1]. Valentinien Ier accourt en Gaule, où il restera dix ans et les rejette en Germanie[2].
- 5 mai : publication à Alexandrie d'un décret de Valentinien et Valens ordonnant que les évêques déposés et expulsés sous Constance II, revenus sur leurs sièges sous Julien, soient de nouveau expulsés, comme Mélétios d'Antioche et Eleusios de Cyzique[3].
- Été et automne : contrattaque des troupes romaines de Charietto et de Sévérien contre les Alamans[4].
- 21 juillet : violent tremblement de terre suivi d'un raz-de-marée sur les côtes de la Méditerranée orientale[5]. Il détruit les villes de Cyrénaïque et de Crète[6].
- Après le 30 juillet : Valens quitte Constantinople pour Césarée de Cappadoce[7].

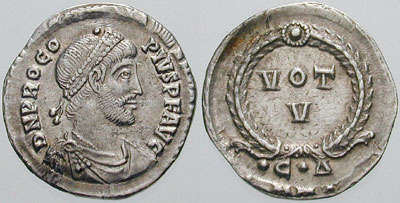
28 septembre : usurpation de Procope.

- 28 septembre : Procope est proclamé empereur à Constantinople par des vétérans de Julien alors que Valens est en Cappadoce[6].
- Vers le 1er novembre : Valentinien Ier, en chemin vers Paris, apprend la révolte de Procope et les revers des troupes romaines dans la lutte contre les Alamans ; il envoie son général Dagalaifus contre les Alamans[4].
- 2 novembre : Valens, qui vient d'apprendre l'usurpation de Procope, est toujours à Césarée de Cappadoce[7]. Il marche contre lui vers la Galatie mais échoue à prendre Chalcédoine, tandis que les partisans de Procope prennent Nicée[6].
- 1er décembre : Valens est à Chalcédoine[8] ; il abandonne la Bithynie à Procope et se replie sur Ancyre. Il songe à abdiquer quand son général Arintheus parvient à rallier des troupes en Lydie, puis il reçoit des renforts de Lupicinus, maître de cavalerie d'Orient. Il perd cependant Cyzique défendue en vain par Serenien[6].
- 10-12 décembre : Valentinien est à Paris[4].

- Hilaire de Poitiers prédit le retour de l'Antéchrist et la fin du monde[9].

## Décès en 365
- 22 novembre : Félix II, antipape.

- Hillel II, patriarche du sanhédrin  (330-365).
- Aèce, évêque arien d'Antioche.